# Iotichthys phlegethontis
Iotichthys phlegethontis é uma espécie de peixe actinopterígeo da família Cyprinidae.

## Morfologia
Os machos podem atingir 6,4 cm de comprimento total.

## Distribuição geográfica
Apenas pode ser encontrada nos Estados Unidos da América, no norte do Utah.

## Habitat
É um peixe de água doce e de clima temperado (10°C-26°C).